# Santo Alcalá
Santo Anibal Alcala (né le 23 décembre 1952 à San Pedro de Macoris, République dominicaine) est un ancien lanceur des Ligues majeures de baseball ayant joué pour les Reds de Cincinnati et les Expos de Montréal en 1976 et 1977.

## Carrière
Alcala a fait ses débuts dans les majeures dans l'uniforme des Reds de Cincinnati le 10 avril 1976 contre les Astros de Houston. Il a remporté sa première victoire le 8 mai contre les Cubs de Chicago. Il complète sa saison recrue avec un excellent dossier victoires-défaites de 11-4, mais une moyenne de points mérités de 4,70. Les Reds remportent le championnat et atteignent la Série mondiale, mais Alcala ne fait aucune apparition au monticule en séries éliminatoires.
Après avoir entrepris la saison 1977 à Cincinnati, il est échangé aux Expos de Montréal le 21 mai en retour de Shane Rawley et Angel Torres. Il termine l'année 1977 avec une fiche de 3-7.
Santo Alcala a lancé dans 68 parties dans les majeures, dont 33 comme lanceur partant. Sa fiche est de 14-11 avec une moyenne de points mérités de 4,76 et 140 retraits sur des prises en 249 manches et un tiers lancées.